# Líšná (ort i Tjeckien, Olomouc)
Líšná är en ort i Tjeckien.   Den ligger i regionen Olomouc, i den östra delen av landet, 240 km öster om huvudstaden Prag. Líšná ligger 235 meter över havet och antalet invånare är 226.
Terrängen runt Líšná är platt. Runt Líšná är det ganska tätbefolkat, med 222 invånare per kvadratkilometer. Närmaste större samhälle är Přerov, 8,5 km nordväst om Líšná. Trakten runt Líšná består till största delen av jordbruksmark.